# Бушвилер
Бушвилер (фр. Buschwiller) насеље је и општина у источној Француској у региону Алзас, у департману Горња Рајна која припада префектури Милуз.
По подацима из 2011. године у општини је живело 987 становника, а густина насељености је износила 237,26 становника/km². Општина се простире на површини од 4,16 km². Налази се на средњој надморској висини од 315 метара (максималној 372 m, а минималној 282 m).

## Демографија
| 1962. | 1968. | 1975. | 1982. | 1990. | 1999. | 2011. |
| ----- | ----- | ----- | ----- | ----- | ----- | ----- |
| 559   | 607   | 762   | 759   | 767   | 883   | 987   |

График промене броја становника у току последњих година